# Lands of Lore
Lands of Lore è una serie di videogiochi di ruolo per personal computer creata nel 1993 da Westwood Studios. I primi due titoli della trilogia sono stati pubblicati da Virgin Interactive, mentre l'ultimo è prodotto da Electronic Arts. Il primo videogioco della serie è stato distribuito in Giappone per NEC PC-9801 e FM Towns.

## Videogiochi
- Lands of Lore: The Throne of Chaos (1993)
- Lands of Lore: Guardians of Destiny (1997)
- Lands of Lore III (1999)